# GDRC Os Sandinenses
El GDRC Os Sandinenses es un equipo de fútbol de Portugal que juega en la Liga Regional de Braga, la quinta división nacional.

## Historia
Fue fundado el 15 de mayo de 1986 en la freguesía de São Martinho de Sande en Guimaraes del distrito de Braga y afiliado a la Asociación de Fútbol de Braga. Llegó a jugar en la desaparecida Segunda División de Portugal en la temporada 2004/05 y fue campeón de la desaparecida Tercera División de Portugal en dos ocasiones.

## Palmarés
- Tercera División de Portugal: 1

2004/05